# 왕립통계학회
왕립통계학회(영어: Royal Statistical Society, RSS)는 영국의 통계학 학회이다. 1834년 런던 통계학회로 설립되었다.